# Sofia Jannok
Sofia Jannok (Gällivare, 15 settembre 1982) è una cantante svedese di etnia sami.
Sofia Jannock Conduce un programma radiofonico su Sveriges Radio P2.

## Discografia
- Čeaskat – White (2007)
- Áššogáttis – By the Embers (2009)
- Áhpi – Wide as Oceans (2013)
- ORDA – This is my land (2016)
- Lávv u (2021)